# Tiger Cage 2
Pour les articles homonymes, voir Tiger Cage (homonymie) et Cage (homonymie).
Série
Tiger Cage
(1988) Tiger Cage 3
(1991)
Pour plus de détails, voir Fiche technique et Distribution.
Tiger Cage 2 (洗黑錢, Sai hak chin) est un film hongkongais réalisé par Yuen Woo-ping, sorti en 1990.

## Synopsis
L’inspecteur Dragon Yau et l'avocate Mandy Chang sont malgré eux mêlés à la disparition d’une mallette contenant des millions de dollars blanchis provenant du trafic de drogue.

## Fiche technique
- Titre : Tiger Cage 2
- Titre original : 洗黑錢 (Sai hak chin)
- Réalisation : Yuen Woo-ping
- Scénario : Fong Chi-ho, Yip Kwong-kim et Yuen Yeuk-Kwong
- Musique : Tang Siu-lam et Richard Yuen
- Photographie : Chow Kim-ming, Lee Kin-keung, Lee Ping-bin et Tsang Che-chung
- Montage : Kuo Ting-hung
- Production : Stephen Shin
- Société de production : D & B Films
- Pays :  Hong Kong
- Format : Couleurs - 1,85:1 - Mono - 35 mm
- Genre : Action, comédie et thriller
- Durée : 95 minutes
- Dates de sortie : 
  -  Hong Kong : 11 août 1990

## Distribution
- Donnie Yen : Dragon Yau
- Rosamund Kwan : Mandy Chang
- David Wu : David
- Robin Shou : Wilson
- Lo Lieh : oncle Chiu
- Gary Chow : Tak
- Cynthia Khan : inspecteur Yeung
- Michael Woods : homme de main
- John Salvitti : homme de main
- Carol Cheng : Petty Lee
- Anita Lee : Ann

## Anecdotes
Ce film est le deuxième volet de la trilogie Tiger Cage réalisée par Yuen Woo-ping : les deux autres films sont Tiger Cage sorti en 1988 et Tiger Cage 3 sorti en 1991.